# 原武县
原武县，中国旧县名。
西汉以阳武县置原武县，与卷县并治，治所在今河南省原阳县。属河南郡。新朝时称原恒。西晋废。北魏孝昌中复置。后属广武郡。东魏改广武县。北齐天保七年（556年）废。隋朝开皇十六年（596年）置原陵县，县治在今原阳县西南原武镇。属荥阳郡。唐朝初年改为原武县，属郑州。北宋熙宁五年（1072年）省为镇，并入阳武县。元祐元年（1086年）复置，仍属郑州。元朝属汴梁路。明朝属开封府。清朝雍正三年（1725年）改属怀庆府。
1936年曾与阳武县合并，改设博浪县。同年又复旧。抗日战争中沦陷。1945年3月，中共政权在汪伪政权的原武县、阳武县辖区境内，设置“原阳县”政权。而光复后的国民政府仍置原武县、阳武县。至1948年10月，中共政权控制原武县、阳武县全境。华北人民政府要求撤消战时行政区划，恢复旧行政建制。原阳县官员因原阳县人口过少，请求保留。1949年中华人民共和国建国后，属新乡专区。最终在1950年3月13日，平原省人民政府通令“奉准原武、阳武二县合并，定名为原阳县”。